# Alesis Andromeda A6

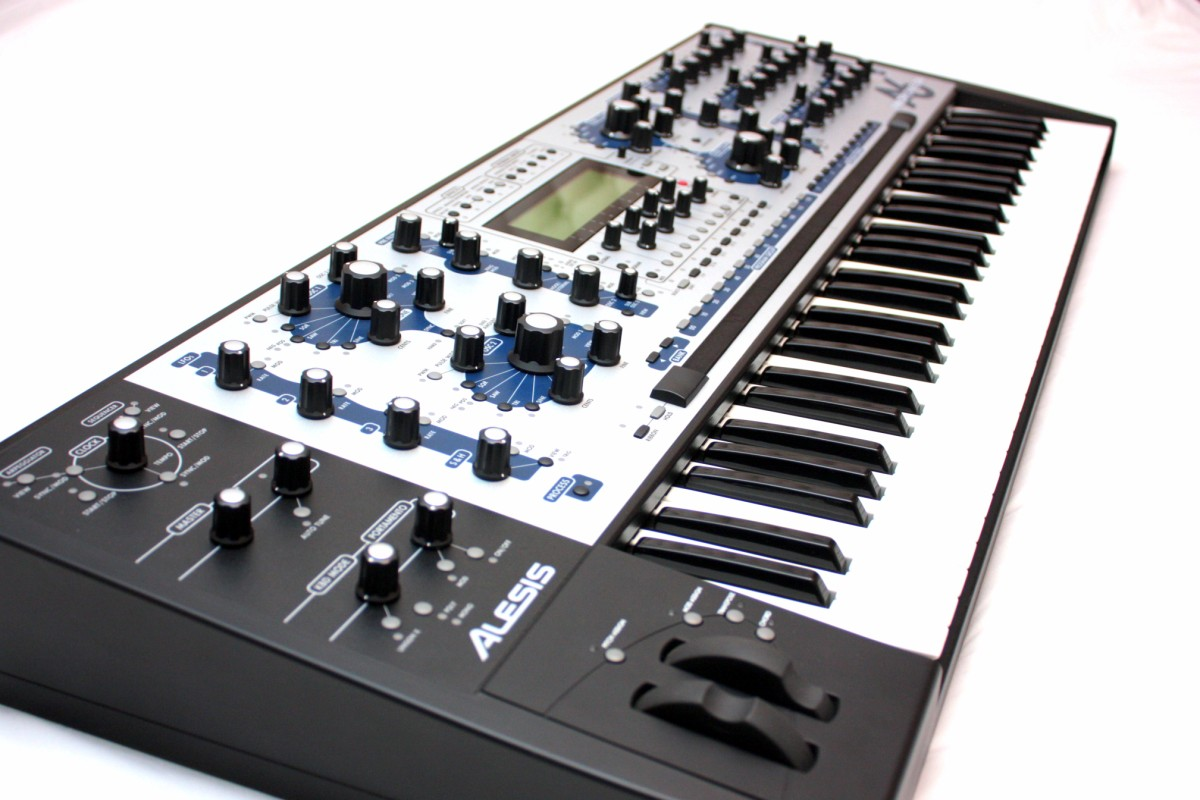
Alesis Andromeda A6 de face.

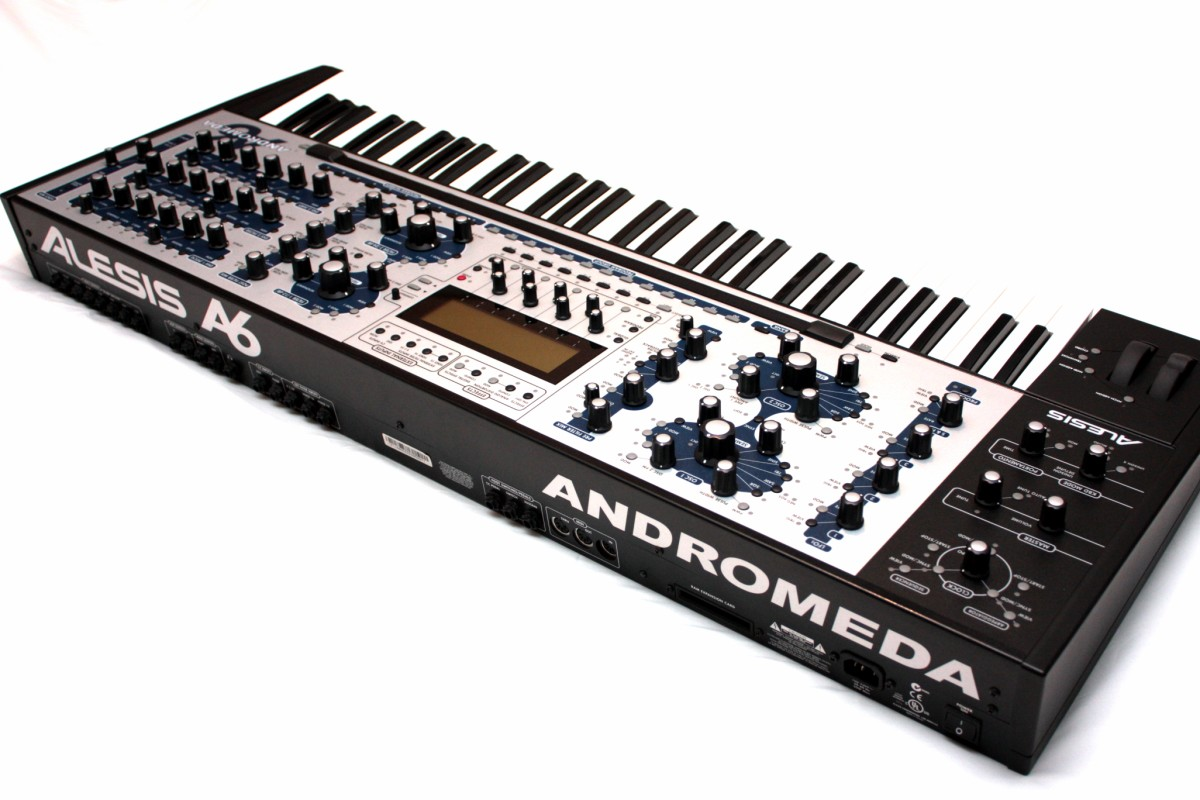
Alesis Andromeda A6 de dos.

Pour les articles homonymes, voir Andromeda.
L'Alesis Andromeda A6 est un synthétiseur analogique créé par Alesis en 2000 et qui n'est maintenant plus en production.

## Un peu d'histoire
L'Andromeda est un synthétiseur remarquable à plusieurs égards.
Dès son annonce par Alesis en 2000, cet instrument a suscité un très grand intérêt, car depuis plusieurs années, les synthétiseurs à technologie numérique dominaient le marché.
Or, l'Andromeda est non seulement un synthétiseur analogique mais il est de plus doté d'une polyphonie de seize notes et multitimbrale seize voix. Aucun synthétiseur analogique (excepté la série Korg PS-3xxx) n'avait atteint un tel niveau de polyphonie avant la création de l'Andromeda. En 2010, il n'a toujours pas d'équivalent dans la production des synthétiseurs analogiques polyphoniques.
Outre le très grand intérêt qu'il a suscité compte tenu de ces caractéristiques techniques, il s'est avéré que l'Andromeda était capable de produire une large variété de sons correspondant à l'apanage classique des synthétiseurs analogiques, mais également des sonorités plus actuelles.
Disposant de deux oscillateurs par voix, de deux filtres de grande qualité qu'il est possible de combiner de multiples façons, ainsi que de nombreuses autres caractéristiques dont des capacités de modulations inégalées, l'Andromeda est un instrument très prisé. En outre, il possède un panneau de commande très complet, qui fait appel à un système de contrôle à microprocesseur moderne. Même si l'ensemble de ses signaux n'est pas à 100 % analogique, il est considéré comme faisant l'alliance réussie entre techniques modernes et anciennes.
Dès son introduction sur le marché en 2001, l'Andromeda a acquis une très grande réputation qui ne s'est jamais démentie depuis s'il on en juge par la valeur marchande de cet instrument ainsi que la nombreuse littérature qu'il suscite toujours.

## Caractéristiques
L'Andromeda est un synthétiseur multitimbral seize voix, polyphonique seize notes. Il dispose d'un clavier de 61 touches sensibles à la vitesse du toucher et à la pression.
Chaque voix dispose de :
- deux oscillateurs proposant 5 formes d'ondes (sinus, triangle, carré à largeur d'impulsion variable, dent de scie et dent de scie inversée) ainsi qu'un sub-oscillateur ;
- un filtre deux pôles 12 dB par octave, multi-mode (passe bas, passe bande, passe haut) sur le modèle du filtre SEM d'Oberheim ;
- un filtre quatre pôles résonnant, 24 dB par octave sur le modèle du filtre Moog ;
- trois générateurs d'enveloppes ;
- trois oscillateurs basse fréquence ;
- un générateur de signaux aléatoire (S&H) ;
- un arpégiateur ;
- un séquenceur seize pas ;
- une matrice de modulation proposant 79 sources et 175 destinations ;
- un module d'effets numériques (reverb, echo, delay, chorus, etc.) permettant la combinaison de trois effets simultanément ;
- seize sorties audio indépendantes ;
- une entrée audio permettant de traiter un signal externe ;
- une interface MIDI complète (In, Out, Thru) ;
- 256 mémoires de programmes usines ;
- 128 mémoires de programmes utilisateurs ;
- 128 mémoires de mix utilisateurs ;
- un emplacement carte PCMCIA permettant d'en étendre les capacités mémoire ;
- une interface CV oscillateur et filtre.